# Molí de n'Horta
El Molí de n'Horta és una obra de Sant Feliu de Buixalleu (Selva) inclosa a l'Inventari del Patrimoni Arquitectònic de Catalunya.

## Descripció
Molí situat molt a prop de la carretera Arbúcies- Hostalric, al nucli de Sant Feliu de Buixalleu.
El conjunt està format per un cos al costat esquerre, de planta rectangular, amb quatre obertures, les centrals en arc de llinda i les dels extrems en arc escarser. Sobre una de les portes d'accés hi ha una placa de fibrociment (uralita). La façana està arrebossada i pintada d'un color rosat, i la deixadesa de la vegetació està contribuint a la degradació de l'edifici. A la part posterior del molí encara hi ha la bassa.
Al cantó dret hi ha un habitatge que actualment és llogat per caps de setmana, s'hi accedeix a través d'una porta que connecta amb el molí, i a sobre un escrit en unes rajoles vidriades: «SAN FELIU DE BUIXALLEUS PARTIDO DE SANTA COLOMA PROVINCIA DE GERONA». Aquest edifici està arrebossat i pintat del mateix color que el molí.

## Història
Aquest molí, com d'altres a la zona fou adequat per treballar en la indústria de les pipes.